# Емкуч
Емкуч — река в России, протекает в Великоустюгском районе Вологодской области. Устье реки находится в 21 км по правому берегу реки Юг. Длина реки составляет 14 км.
Исток реки в 4 км к северо-западу от деревни Смолинская Выставка и в 20 км к юго-востоку от центра Великого Устюга. Река в верхнем течении течёт на северо-запад по лесному массиву, затем поворачивает на север. В низовьях протекает несколько небольших прудов. Недалеко от устья на реке расположены деревни Верхний Заемкуч, Нижний Заемкуч, Нижнее Грибцово и Верхнее Грибцово. Около последней Емкуч впадает в Юг. Ширина реки на всём протяжении не превышает 10 м.

## Данные водного реестра
По данным государственного водного реестра России и геоинформационной системы водохозяйственного районирования территории РФ, подготовленной Федеральным агентством водных ресурсов:
- Бассейновый округ — Двинско-Печорский
- Речной бассейн — Северная Двина
- Речной подбассейн — Малая Северная Двина
- Водохозяйственный участок — Юг
- Код водного объекта — 03020100212103000013379